# Giuseppe Damiani Almeyda

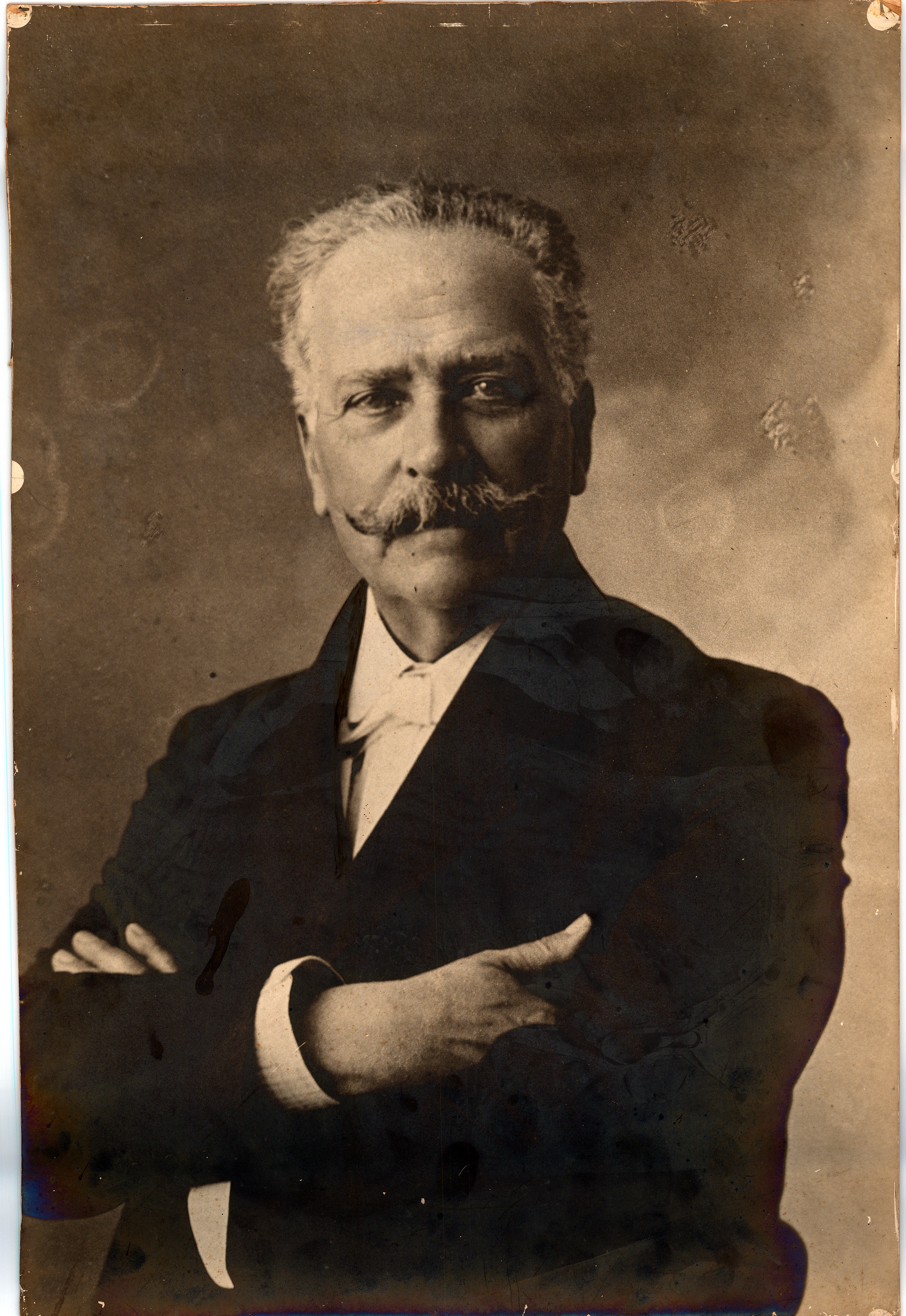
Giuseppe Damiani Almeyda

Giuseppe Damiani Almeyda (* 10. Februar 1834 in Capua; † 31. Januar 1911 in Palermo) war ein italienischer Architekt und Ingenieur des 19. Jahrhunderts.

## Leben

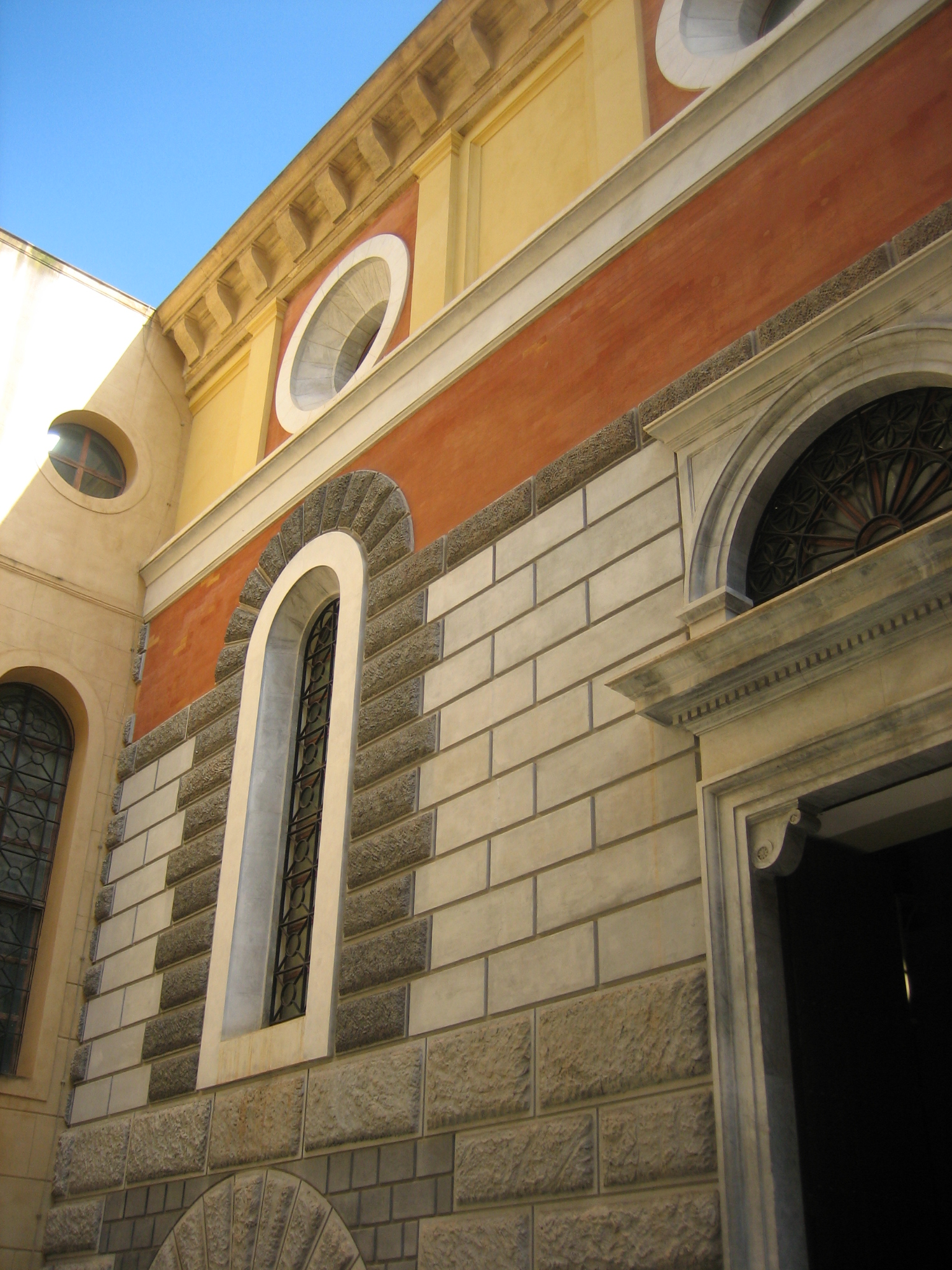
Aula des historischen kommunalen Archivs in Palermo

Der Architekt stammte aus einer palermitanischen Adelsfamilie. Als Kind wurde er im Umgang mit Waffen geschult, aber nach der Revolution von 1848 ging er nach Neapel um Mathematik und figürliches Zeichnen zu studieren. Er studierte Malerei bei Giuseppe Mancinelli. 1849 lernte durch den Architekten Antonio Cipolla den Architekten Errico Alvino kennen. 1859 absolvierte er die Scuola di Applicazione degli ingegneri di Ponti e Strade (die heutige Facoltà di Ingegneria der Universität Neapel). 1860 bekam er in Florenz seine erste Auszeichnung als Architekt.
Auf Sizilien baute Giuseppe Damiani Almeyda für den Corpo del Genio Civile zunächst Eisenbahnlinien, wandte sich dann aber wieder der Architektur zu. 1863 wurde er aufgrund seiner Veröffentlichungen an der Universität Palermo promoviert und im gleichen Jahr zum Ingenieur der Kommune Palermo ernannt, wo er unter Giovanni Battista Filippo Basile arbeitete. Er war Professor am Technischen Institut (Istituto Tecnico) und seit 1879 Professor an der Universität Palermo.

## Werk

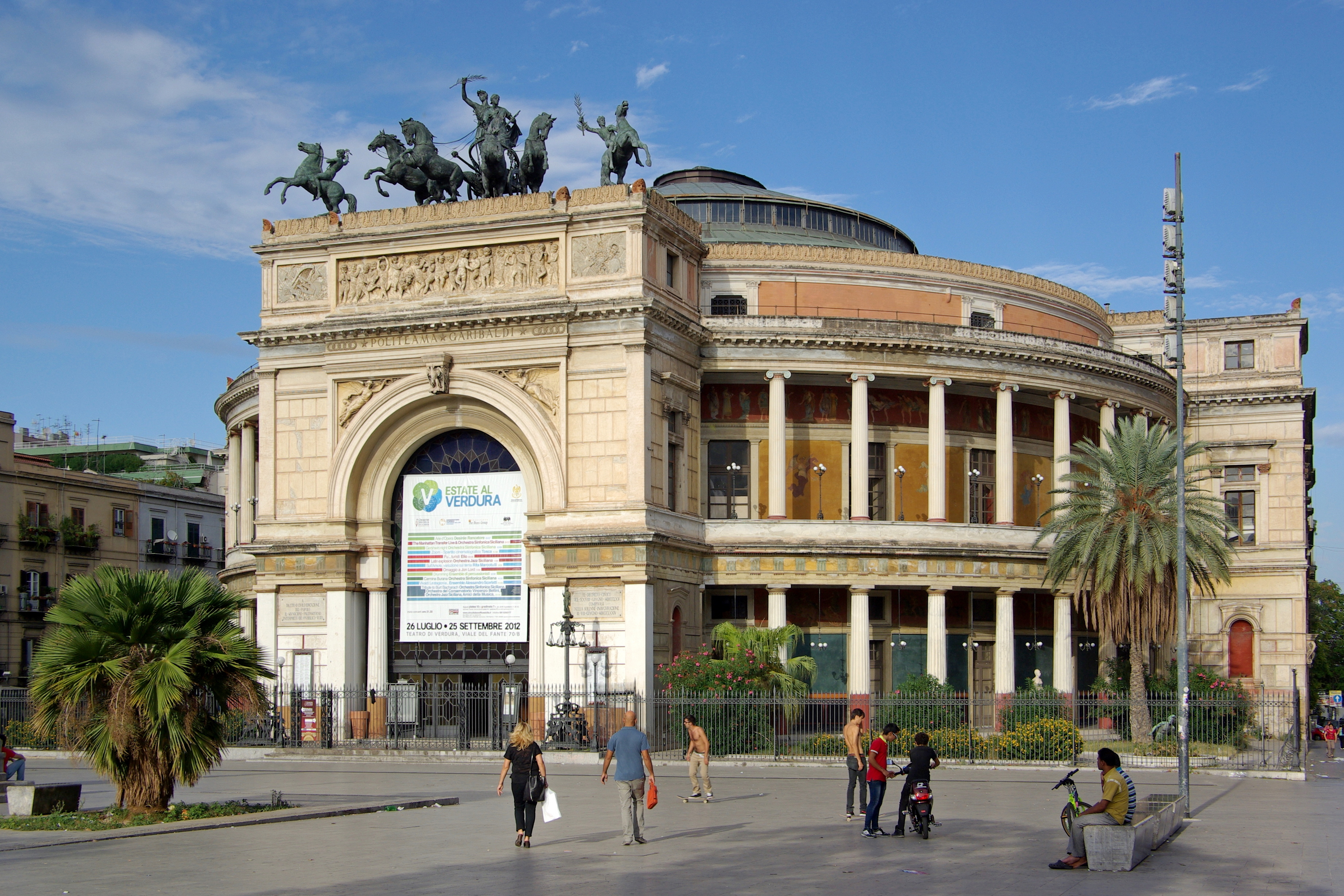
Teatro Politeama

Giuseppe Damiani Almeyda realisierte 1879 in Palermo das Teatro Politeama, wofür er mit der goldenen Medaille des Congresso degli Ingegnieri e Architetti ausgezeichnet wurde, den Bau eines Mausoleums für Vincenzo Florio und ein Schloss für seinen Sohn auf der Insel Favignana im maurischen Stil, die Aula Grande im Archivio Storico Comunale di Palermo, den Palazzo Pretorio in Palermo, sowie Grabmale für Ruggero Settimo und Mariano Stabile, Kaffeehäuser in der Villa Giulia in Palermo und das Grand Hotel delle Palme in Termini Imerese.
Giuseppe Damiani Almeyda verfasste mehrere Monografien und Schriften zu den Themen Licht und Schatten, Perspektive und Lehrwerke für Studenten.